# Eugène Ernest Hillemacher
Eugène Ernest Hillemacher (París, 13 d'octubre de 1818 - 3 de març de 1887) fou un pintor francès.
Fou deixeble de Léo Cogniet, i al principi es dedicà a la pintura religiosa, que abandonà per dedicar-se a la de gènere, assolint en aquesta última molts èxits.
Cal citar entre els seus quadres:
- El diumenge de Rams (1855);
- La bombolla de sabó (1861);
- En lloc de llibres vells;
- Aristides i el camperol;
- Felip IV i Velázquez;
- Latona (1872);
- L'entrada dels turcs en l'església de Santa Sofia;
- Molière consultant a un servent;
- Boileau i el seu jardiner.

El 1861 i 1863 aconseguí la medalla de primera classe. Era el pare dels compositors musicals (Paul i Lucien)

## Galeria de quadres

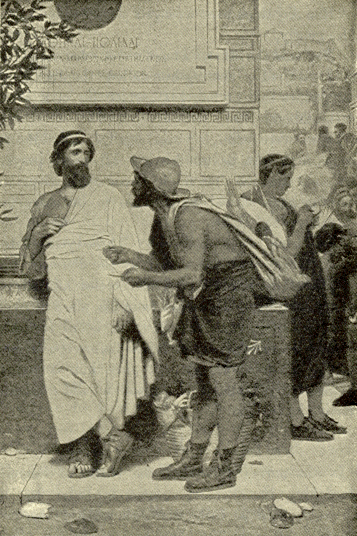
Aristide i el camperol
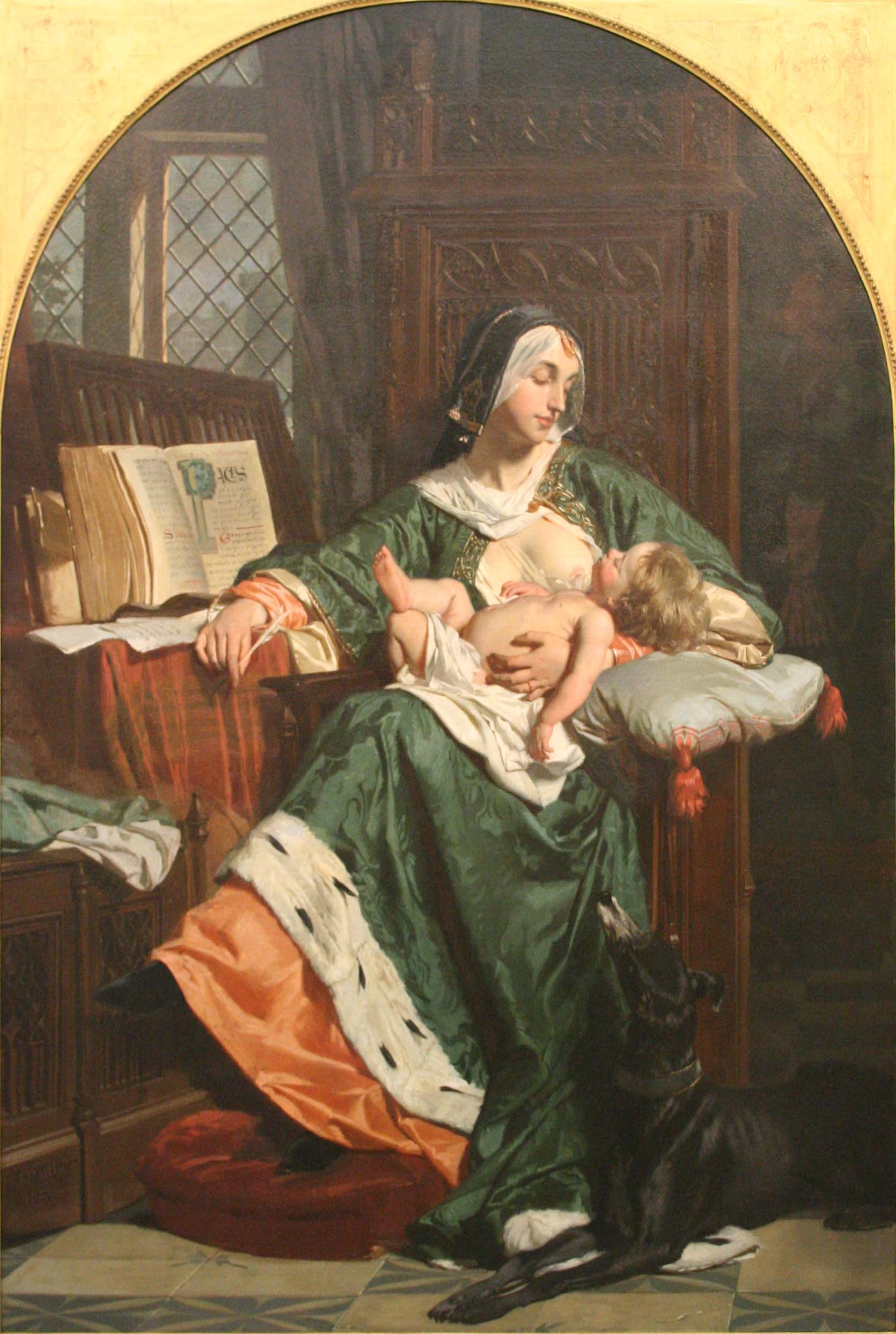
Clotilde de Surville
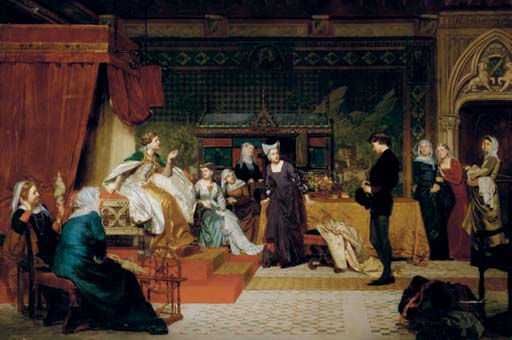
Le petit Jehan de Saintré et la dame des belles cousines
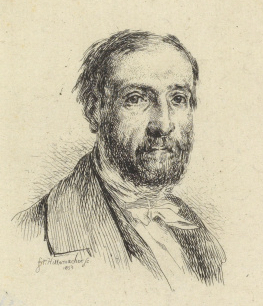
Autoretrat de Hillemacher
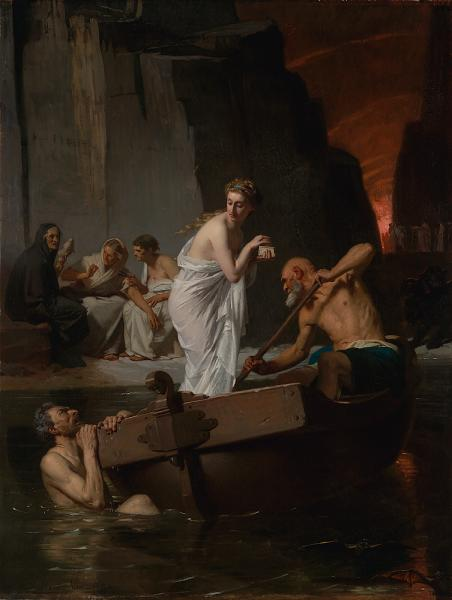
Psyché i els malalts